# Campionato Dilettanti Piemonte-Valle d'Aosta 1958-1959
Il Campionato Nazionale Dilettanti 1958-1959 è stato il V livello del campionato italiano. A carattere regionale, fu il secondo campionato dilettantistico con questo nome, e il settimo se si considera che alla Promozione fu cambiato il nome assegnandogli questo.
Questi sono i gironi organizzati dalla Lega Regionale Piemontese.

## Girone A

### Squadre partecipanti
| Club                        | Città (provincia)        | Stagione precedente |
| --------------------------- | ------------------------ | ------------------- |
| A.S. Arona                  | Arona (NO)               |                     |
| A.S. Bellinzago             | Bellinzago Novarese (NO) |                     |
| A.C. Borgomanero            | Borgomanero (NO)         |                     |
| A.S. Borgosesia             | Borgosesia (VC)          |                     |
| A.S. Carpignano             | Carpignano Sesia (NO)    |                     |
| C.R.A.L. Az. Cartiere Burgo | Romagnano Sesia (NO)     |                     |
| A.S. Cossatese              | Cossato (VC)             |                     |
| A.C. Galliate               | Galliate (NO)            |                     |
| A.C. Gozzano                | Gozzano (NO)             |                     |
| Gravellona Sportiva         | Gravellona Toce (NO)     |                     |
| U.S.I. Grignasco            | Grignasco (NO)           |                     |
| A.S. Juventus Domo          | Domodossola (NO)         |                     |
| S.S. Libertas               | Pallanza (NO)            |                     |
| A.S. Sunese                 | Suno (NO)                |                     |
| A.S. Verbania               | Verbania (NO)            |                     |
| A.S. Virtus Villadossola    | Villadossola (NO)        |                     |

### Classifica finale
|  | Pos. | Squadra                  | Pt | G  | V  | N  | P  | GF | GS  | DR  |
|  | ---- | ------------------------ | -- | -- | -- | -- | -- | -- | --- | --- |
|  | 1.   | Borgomanero              | 43 | 30 | 19 | 5  | 6  | 74 | 31  | +43 |
|  | 2.   | Cossatese                | 39 | 30 | 17 | 5  | 8  | 81 | 36  | +45 |
|  | 2.   | Arona                    | 39 | 30 | 17 | 5  | 8  | 44 | 34  | +10 |
|  | 4.   | Gozzano                  | 36 | 30 | 16 | 4  | 10 | 43 | 34  | +9  |
|  | 4.   | Borgosesia               | 36 | 30 | 15 | 6  | 9  | 63 | 40  | +23 |
|  | 6.   | Verbania                 | 33 | 30 | 13 | 7  | 10 | 46 | 35  | +11 |
|  | 6.   | Cartiere Burgo           | 33 | 30 | 15 | 3  | 12 | 58 | 46  | +12 |
|  | 6.   | Sunese                   | 33 | 30 | 13 | 7  | 10 | 53 | 50  | +3  |
|  | 9.   | Galliate                 | 32 | 30 | 11 | 10 | 9  | 62 | 50  | +12 |
|  | 10.  | Carpignano               | 28 | 30 | 12 | 4  | 14 | 44 | 47  | -3  |
|  | 10.  | Libertas Pallanza        | 28 | 30 | 11 | 6  | 13 | 46 | 45  | +1  |
|  | 12.  | Juventus Domo            | 27 | 30 | 9  | 9  | 12 | 53 | 51  | +2  |
|  | 13.  | Grignasco                | 26 | 30 | 9  | 8  | 13 | 43 | 52  | -9  |
|  | 14.  | Gravellona               | 23 | 30 | 9  | 5  | 16 | 44 | 60  | -16 |
|  | 15.  | Virtus Villadossola (-1) | 12 | 30 | 4  | 5  | 21 | 26 | 82  | -56 |
|  | 16.  | Bellinzago               | 11 | 30 | 3  | 5  | 22 | 31 | 118 | -87 |

Legenda:
      Ammesso alle finali nazionali.
  Retrocesso e in seguito riammesso.
      Retrocesso in Seconda Categoria.
Regolamento:
Due punti a vittoria, uno a pareggio, zero a sconfitta.
Pari merito in caso di pari punti.
Note:
Virtus Villa ha scontato 1 punto di penalizzazione in classifica per una rinuncia.
Bellinzago successivamente riammesso in Prima Categoria alla compilazione dei quadri del campionato 1959-1960.

## Girone B

### Squadre partecipanti
| Club                     | Città (provincia)          | Stagione precedente |
| ------------------------ | -------------------------- | ------------------- |
| Acqui U.S.               | Acqui Terme (AL)           |                     |
| U.S. Albese              | Alba (CN)                  |                     |
| U.S. Aosta               | Aosta                      |                     |
| A.S. Canelli             | Canelli (AT)               |                     |
| A.S. Carassonese         | Carassone di Mondovì (CN)  |                     |
| U.S. Castellamonte       | Castellamonte (TO)         |                     |
| A.C. Chieri              | Chieri (TO)                |                     |
| G.S. Cinzano             | Santa Vittoria d'Alba (CN) |                     |
| U.S. Fulvius             | Valenza (AL)               |                     |
| U.S. Lanzese             | Lanzo Torinese (TO)        |                     |
| S.C. Madonna di Campagna | Torino (TO)                |                     |
| U.S. R.I.V.              | Villar Perosa (TO)         |                     |
| A.C. Saluzzo             | Saluzzo (TO)               |                     |
| U.S. Settimese           | Settimo Torinese (TO)      |                     |
| G.S. S.N.I.A. Viscosa    | Venaria Reale (TO)         |                     |
| U.S. Sobrero             | Gassino Torinese (TO)      |                     |

### Classifica finale
|  | Pos. | Squadra             | Pt | G  | V  | N  | P  | GF | GS | DR  |
|  | ---- | ------------------- | -- | -- | -- | -- | -- | -- | -- | --- |
|  | 1.   | Acqui               | 50 | 30 | 22 | 6  | 2  | 75 | 25 | +50 |
|  | 2.   | Chieri              | 49 | 30 | 22 | 5  | 3  | 77 | 27 | +50 |
|  | 3.   | Cinzano             | 47 | 30 | 21 | 5  | 4  | 76 | 22 | +54 |
|  | 4.   | Saluzzo             | 39 | 30 | 16 | 7  | 7  | 51 | 25 | +26 |
|  | 5.   | SNIA Viscosa        | 38 | 30 | 15 | 8  | 7  | 63 | 44 | +19 |
|  | 6.   | Carassonese         | 35 | 30 | 14 | 7  | 9  | 53 | 45 | +8  |
|  | 7.   | Albese              | 32 | 30 | 11 | 10 | 9  | 58 | 54 | +4  |
|  | 8.   | R.I.V.              | 30 | 30 | 10 | 10 | 10 | 40 | 41 | -1  |
|  | 8.   | Castellamonte       | 30 | 30 | 12 | 6  | 12 | 50 | 56 | -6  |
|  | 10.  | Aosta               | 26 | 30 | 9  | 8  | 13 | 35 | 46 | -11 |
|  | 11.  | Fulvius             | 24 | 30 | 10 | 4  | 16 | 45 | 60 | -15 |
|  | 12.  | Canelli             | 20 | 30 | 7  | 6  | 17 | 34 | 65 | -31 |
|  | 13.  | Settimese           | 16 | 30 | 5  | 6  | 19 | 31 | 66 | -35 |
|  | 14.  | Sobrero             | 15 | 30 | 6  | 3  | 21 | 36 | 61 | -25 |
|  | 14.  | Madonna di Campagna | 15 | 30 | 4  | 7  | 19 | 35 | 80 | -45 |
|  | 16.  | Lanzese             | 14 | 30 | 3  | 8  | 19 | 28 | 70 | -42 |

Legenda:
      Ammesso alle finali nazionali.
      Retrocesso in Seconda Categoria.
Regolamento:
Due punti a vittoria, uno a pareggio, zero a sconfitta.
Pari merito in caso di pari punti.
Note:
Aosta ammesso dalla FIGC in Serie D 1959-1960 in quanto capoluogo di provincia.

## Finali per il titolo
- La Lega Regionale Piemontese non ha fatto disputare la finale regionale.
- Acqui e Borgomanero sono qualificate alle finali del Campionato Nazionale Dilettanti.